# 毛籠勝弘
毛籠 勝弘（もろ まさひろ、1960年11月8日 - ）は、日本の実業家。マツダ株式会社代表取締役社長兼CEO。

## 来歴・人物
京都府京都市出身。父親は京都のマツダの販売会社の幹部だった。1983年、京都産業大学法学部を卒業し、同年マツダに入社。主に営業やマーケティングを担当し、2002年にグローバルマーケティング本部長、2004年には欧州法人マツダモーターヨーロッパ副社長に就任。2016年からの5年間、米国法人マツダノースアメリカンオペレーションズのCEOを務め、販売網の再構築や値引きの抑制といった施策によってアメリカをマツダの中で最も収益を上げる市場に押し上げた。北米での実績を評価され、2023年6月に代表取締役社長兼CEOに就任した。

## 経歴
- 1983年 - 京都産業大学法学部を卒業し[4]、東洋工業（現在のマツダ）入社[1]。
- 2002年 - グローバルマーケティング本部長[1]。
- 2004年 - マツダモーターヨーロッパGmbH.副社長[1]。
- 2008年 - 執行役員、グローバル販売統括補佐、グローバルマーケティング担当[1]。
- 2011年 - 執行役員、営業領域統括補佐、顧客つながり推進担当補佐、グローバルマーケティング担当[1]。
- 2012年 - 執行役員、営業領域統括補佐、顧客つながり推進担当補佐、グローバル販売&マーケティング担当[1]。
- 2013年 - 常務執行役員、営業領域総括、グローバルマーケティング・カスタマーサービス・販売革新担当[1]。
- 2016年 - 専務執行役員、マーケティング戦略統括、ブランド推進統括補佐、マツダモーターオブアメリカ, Inc.（マツダノースアメリカンオペレーションズ）社長兼CEO[1]。
- 2019年 - 取締役専務執行役員、北米事業統括、マツダモーターオブアメリカ, Inc.（マツダノースアメリカンオペレーションズ）会長兼CEO[1]。
- 2021年 - 取締役専務執行役員、コミュニケーション・広報・渉外・管理領域統括[1]。
- 2022年 - 取締役専務執行役員、コミュニケーション・広報・渉外・サステナビリティ・管理領域統括[1]。
- 2023年 - 代表取締役社長兼CEO、コミュニケーション・サステナビリティ統括[1]。